# Ацик (Ширакская область)
Аци́к (арм. Հացիկ) — село в Армении, в Ширакской области. Вместе с селом Ацикаван (станция Маисян) составляет одноимённую общину. Численность населения — 1044 человека (2012, с селом Ацикаван).

## Экономика
Население занимается скотоводством и земледелием.

## Галерея

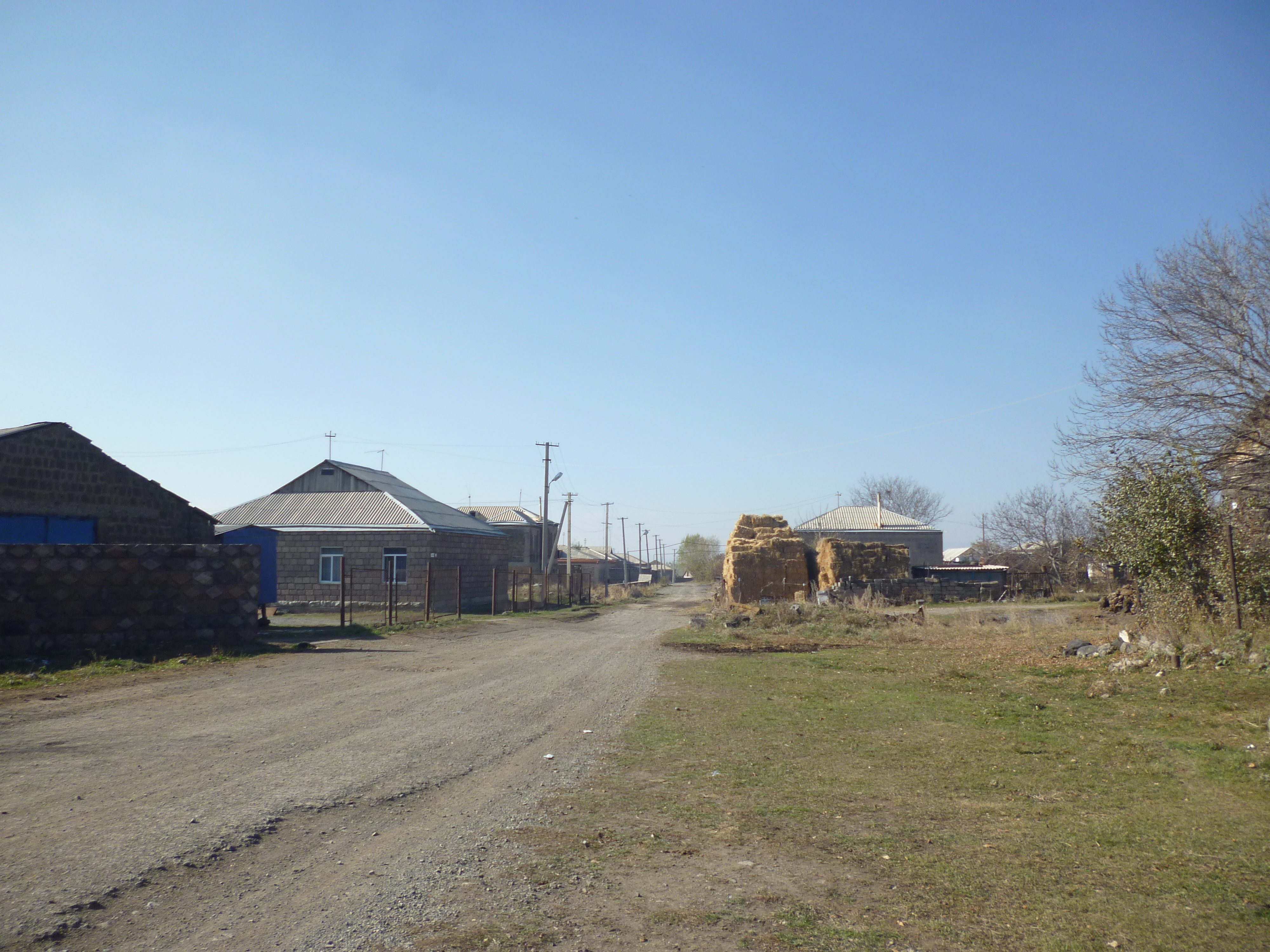
Одна из улице села
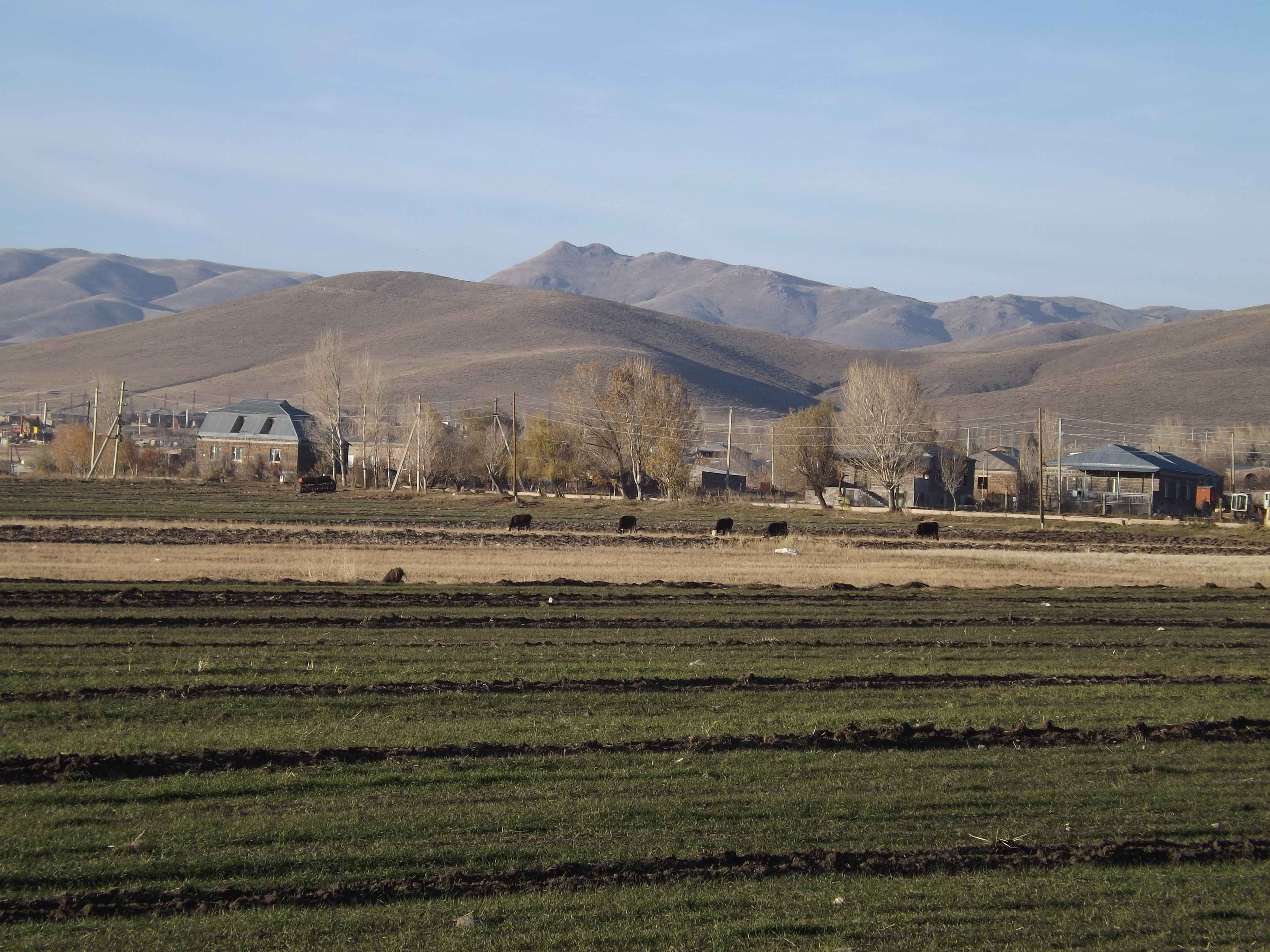
Вид на часть села
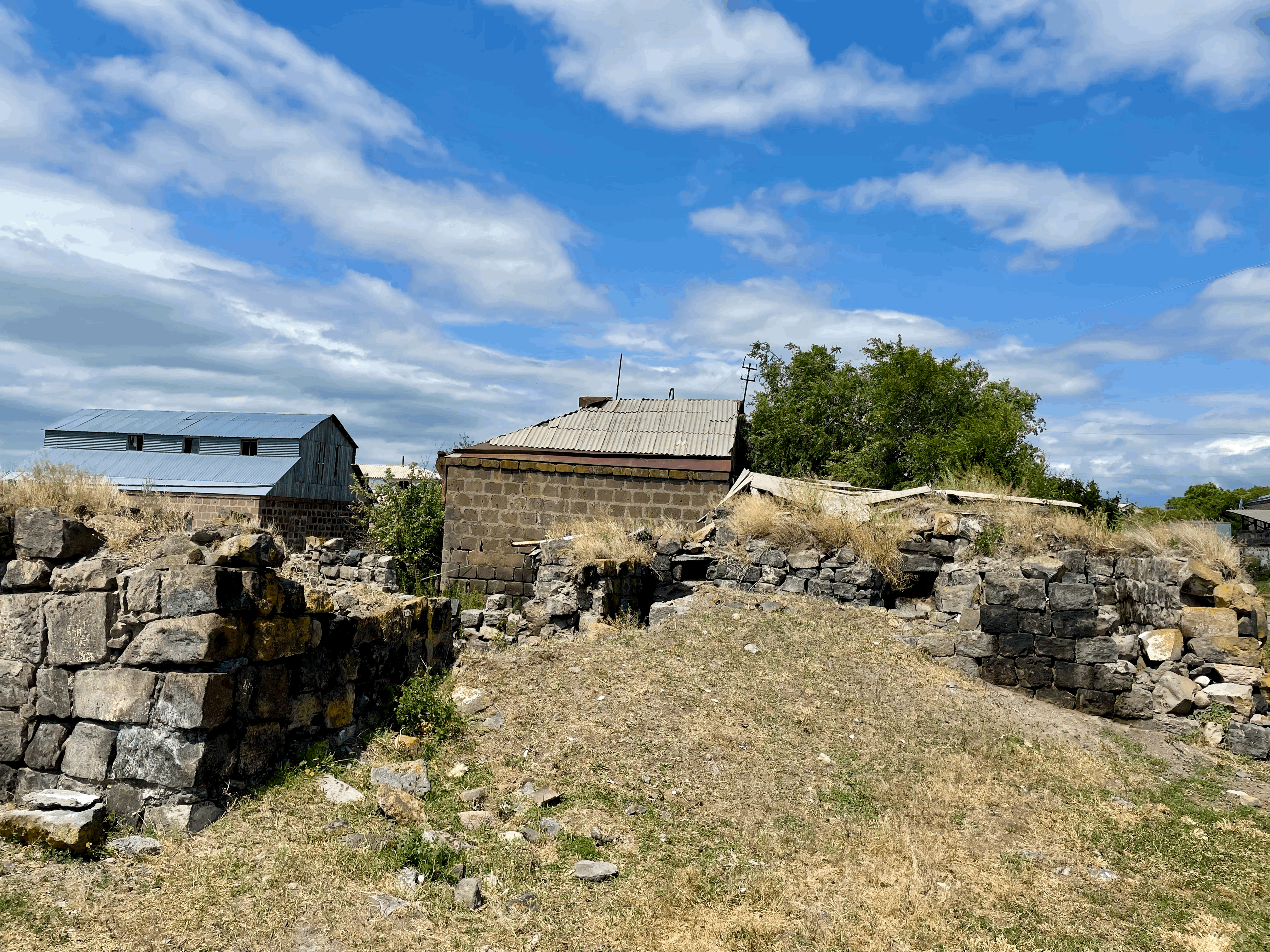
Останки неизвестной церкви в селе
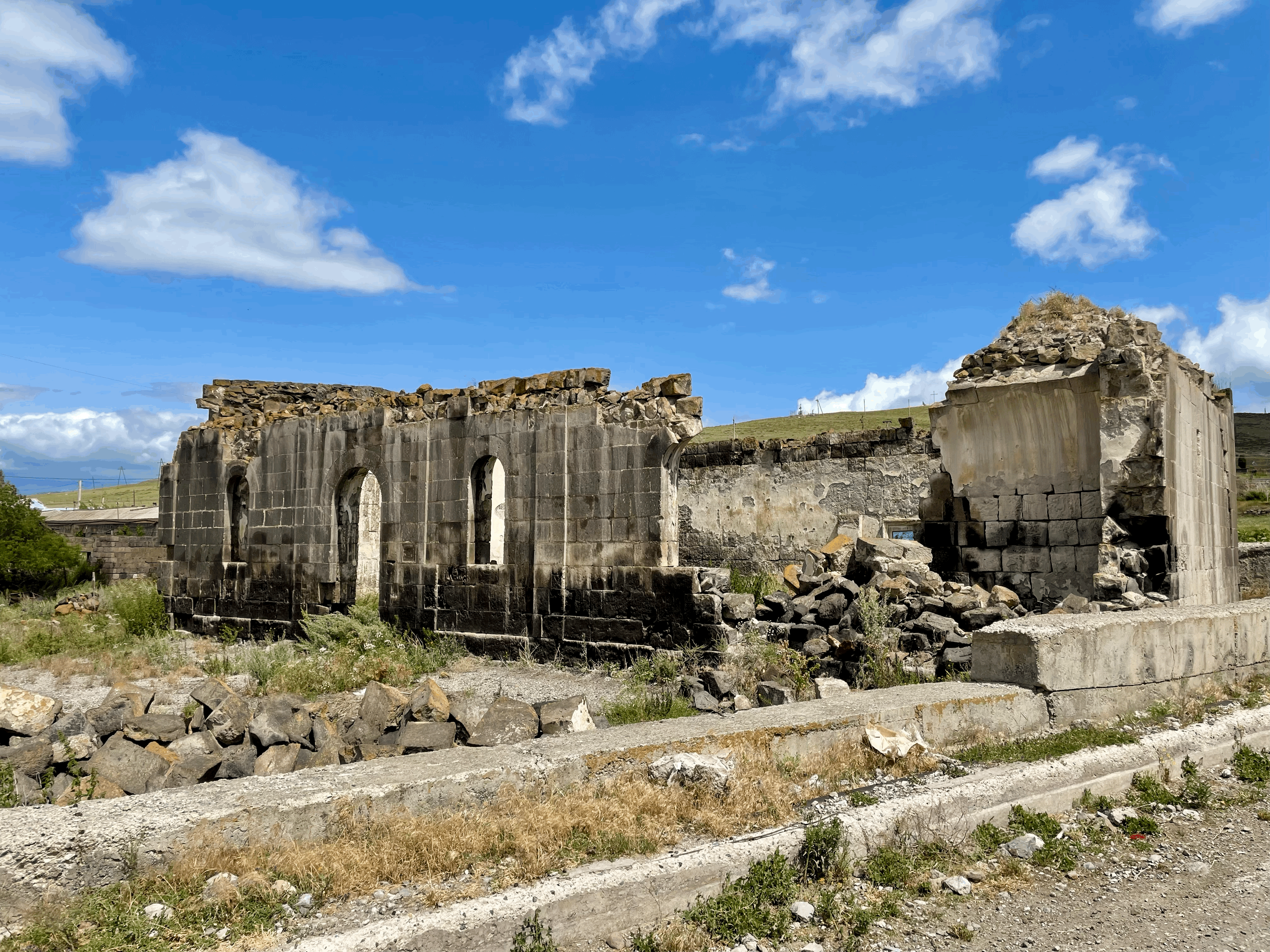
Останки церкви Святого Акопа, 1890 г.
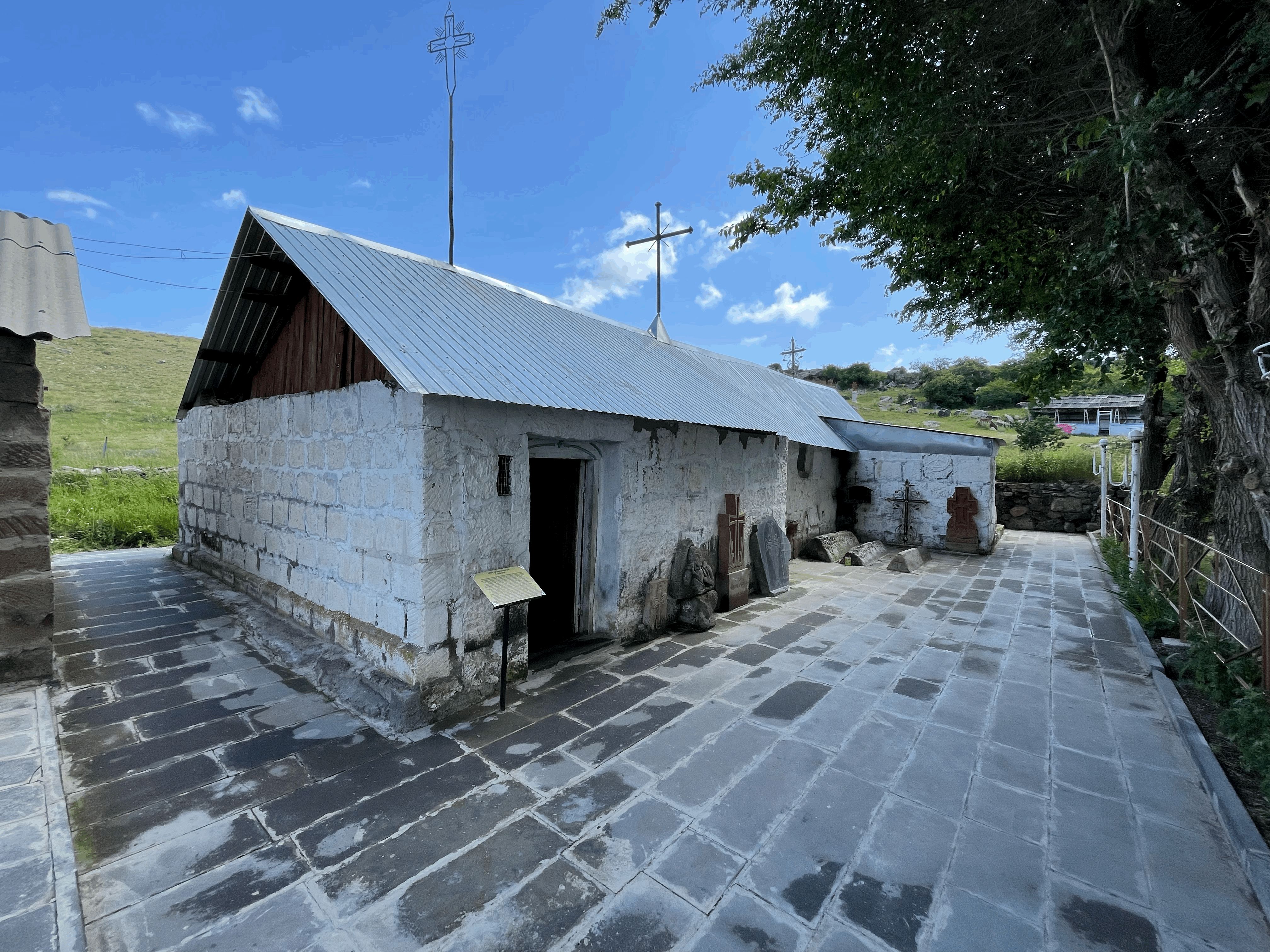
Часовня
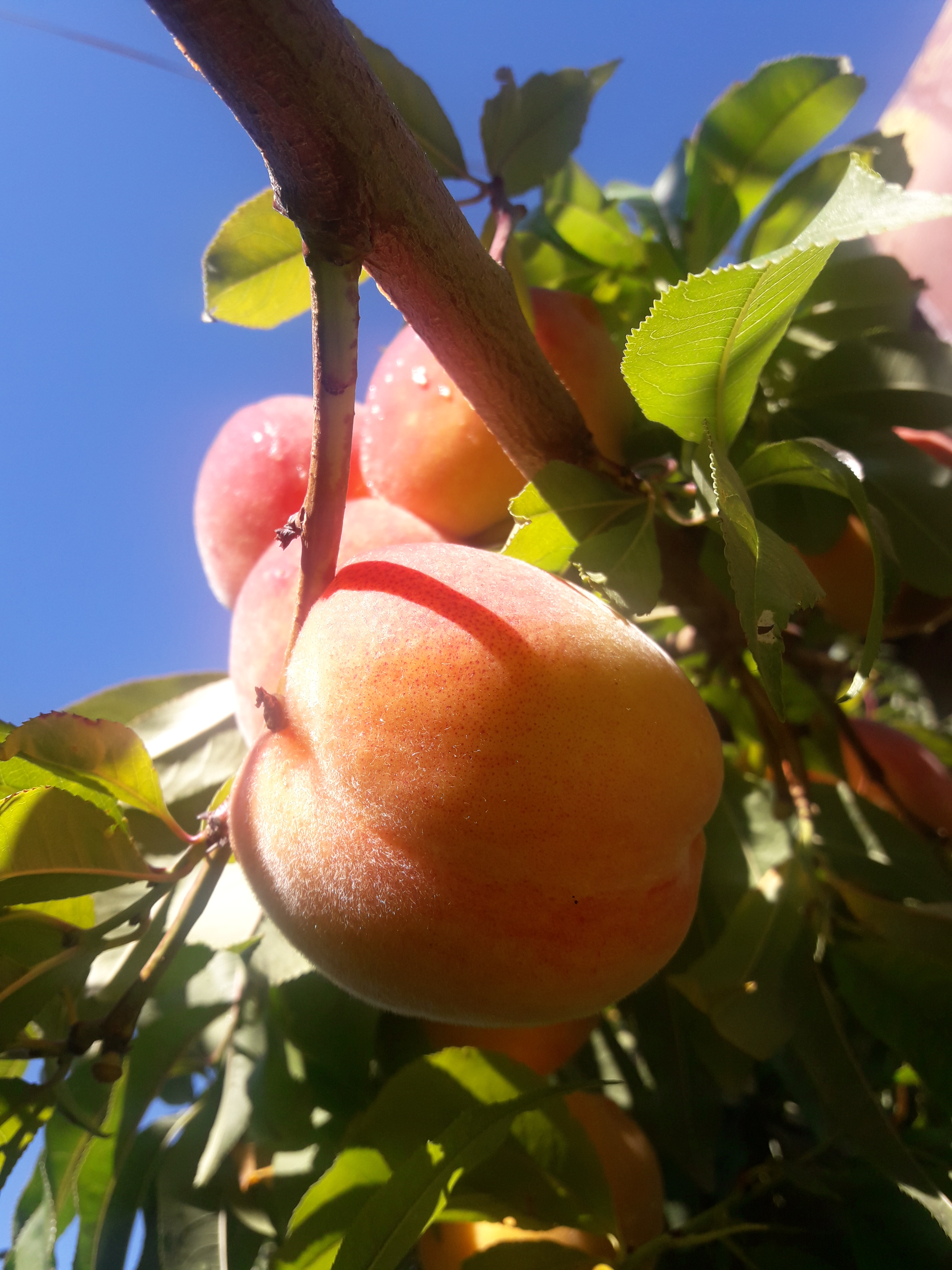
Персиковое дерево
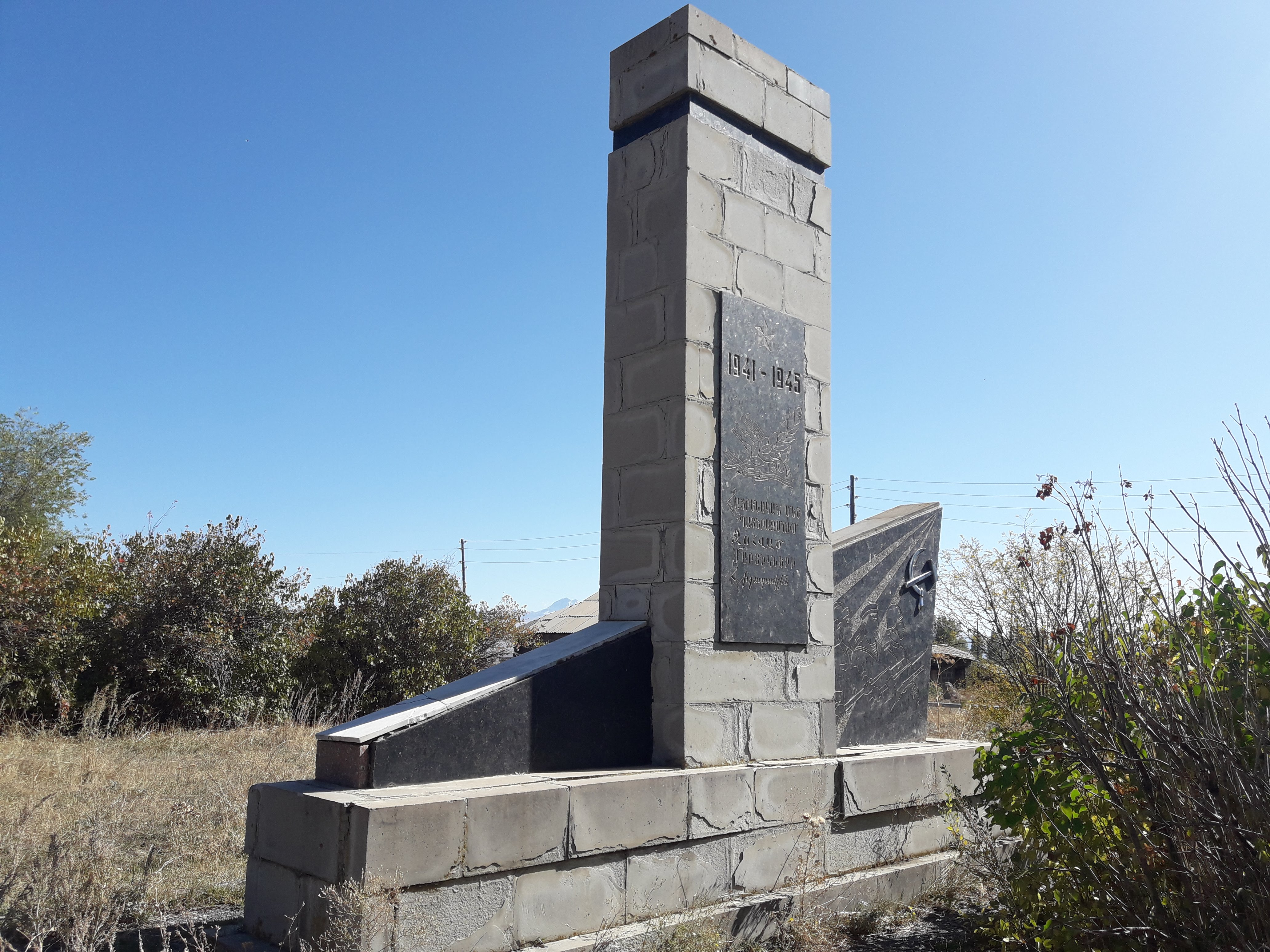
Монумент памяти односельчан, погибших в Великой Отечественной войне
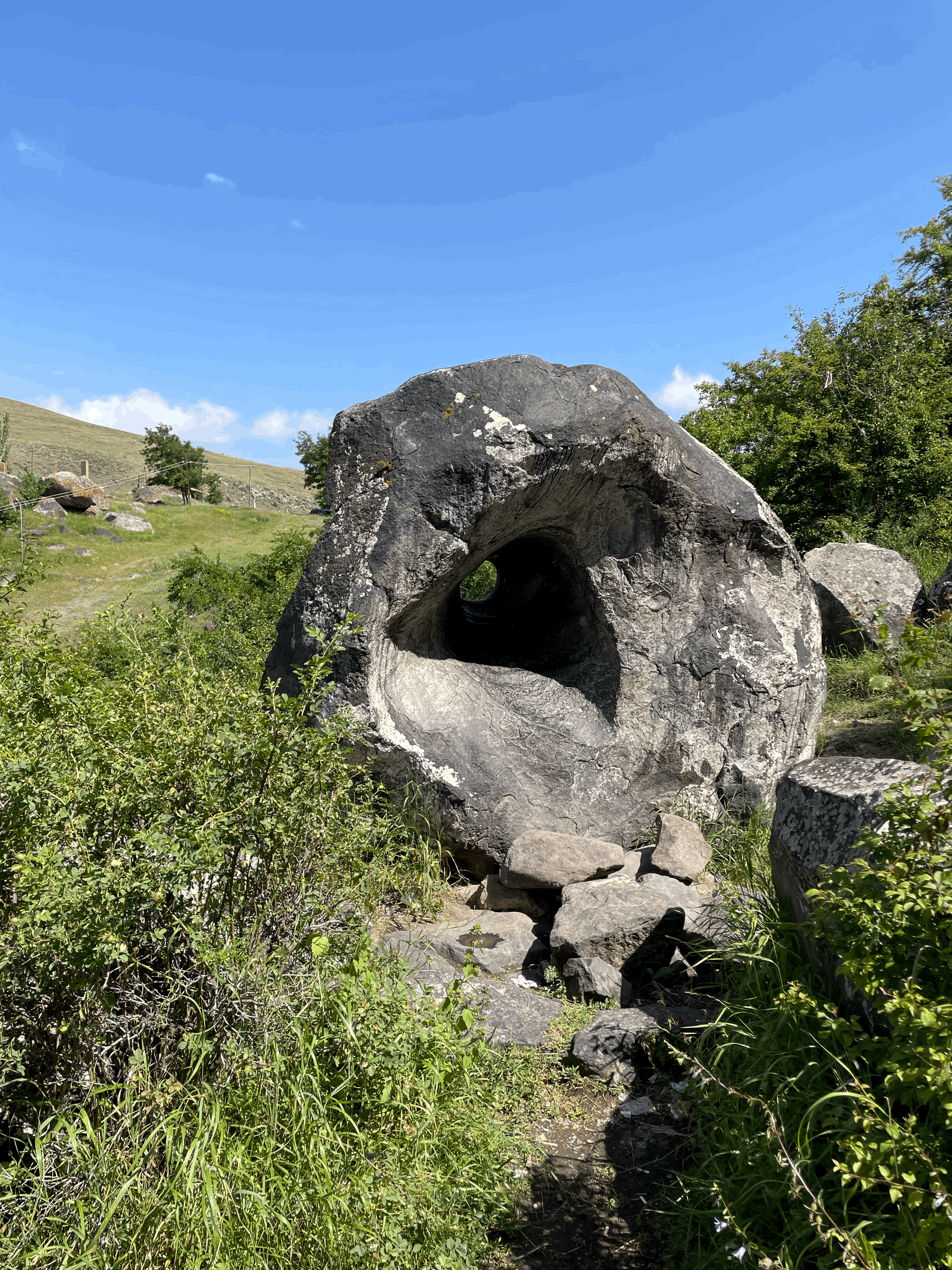
Тсак Кар